# Naples (Wisconsin)
Naples es un pueblo ubicado en el condado de Buffalo en el estado estadounidense de Wisconsin. En el Censo de 2010 tenía una población de 691 habitantes y una densidad poblacional de 7,53 personas por km².

## Geografía
Naples se encuentra ubicado en las coordenadas 44°32′42″N 91°34′53″O / 44.54500, -91.58139. Según la Oficina del Censo de los Estados Unidos, Naples tiene una superficie total de 91.82 km², de la cual 91.34 km² corresponden a tierra firme y (0.52%) 0.48 km² es agua.

## Demografía
Según el censo de 2010, había 691 personas residiendo en Naples. La densidad de población era de 7,53 hab./km². De los 691 habitantes, Naples estaba compuesto por el 99.71% blancos, el 0.29% eran afroamericanos, el 0% eran amerindios, el 0% eran asiáticos, el 0% eran isleños del Pacífico, el 0% eran de otras razas y el 0% pertenecían a dos o más razas. Del total de la población el 1.45% eran hispanos o latinos de cualquier raza.